# Движение 26 юли
Движението „26 юли“ (на испански: Movimiento 26 de Julio или M-26-7) е кубинска въоръжена политическа организация, създадена в нелегалност през 1953 г. от група начело с Фидел Кастро. Нейната цел е сваляне от власт на диктатора Фулхенсио Батиста. Идеологията ѝ е националистическа и антиимпериалистическа, основана на идеите на Хосе Марти.
Името на движението „26 юли“ идва от датата на неуспешната атака над казармата Монкада в Сантяго де Куба на 26 юли 1953 г., която слага началото на кубинската революция. Движението е реорганизирано след това в Мексико през 1955 г. от група от 82 революционери изгнаници, между които са Фидел Кастро, Раул Кастро, Камило Сиенфуегос и аржентинският революционер Че Гевара.
Това е най-важната от всички организации, участвали в кубинската революция.
В края на 1956 г. установява партизанска база в Сиера Маестра, откъдето води борбата със силите на Батиста и ги побеждава. Взима властта на 31 декември 1958 срещу 1 януари 1959 заедно с други подобни организации и установява ново правителство.
|  | Тази страница частично или изцяло представлява превод на страницата Movimiento 26 de Julio в Уикипедия на испански. Оригиналният текст, както и този превод, са защитени от Лиценза „Криейтив Комънс – Признание – Споделяне на споделеното“, а за съдържание, създадено преди юни 2009 година – от Лиценза за свободна документация на ГНУ. Прегледайте историята на редакциите на оригиналната страница, както и на преводната страница, за да видите списъка на съавторите. ВАЖНО: Този шаблон се отнася единствено до авторските права върху съдържанието на статията. Добавянето му не отменя изискването да се посочват конкретни източници на твърденията, които да бъдат благонадеждни. |